# Clossiana exmaculata
Clossiana exmaculata är en fjärilsart som beskrevs av Peter H. Roos 1953. Clossiana exmaculata ingår i släktet Clossiana och familjen praktfjärilar. Inga underarter finns listade i Catalogue of Life.